# Schloss Falkenberg (Niemodlin)

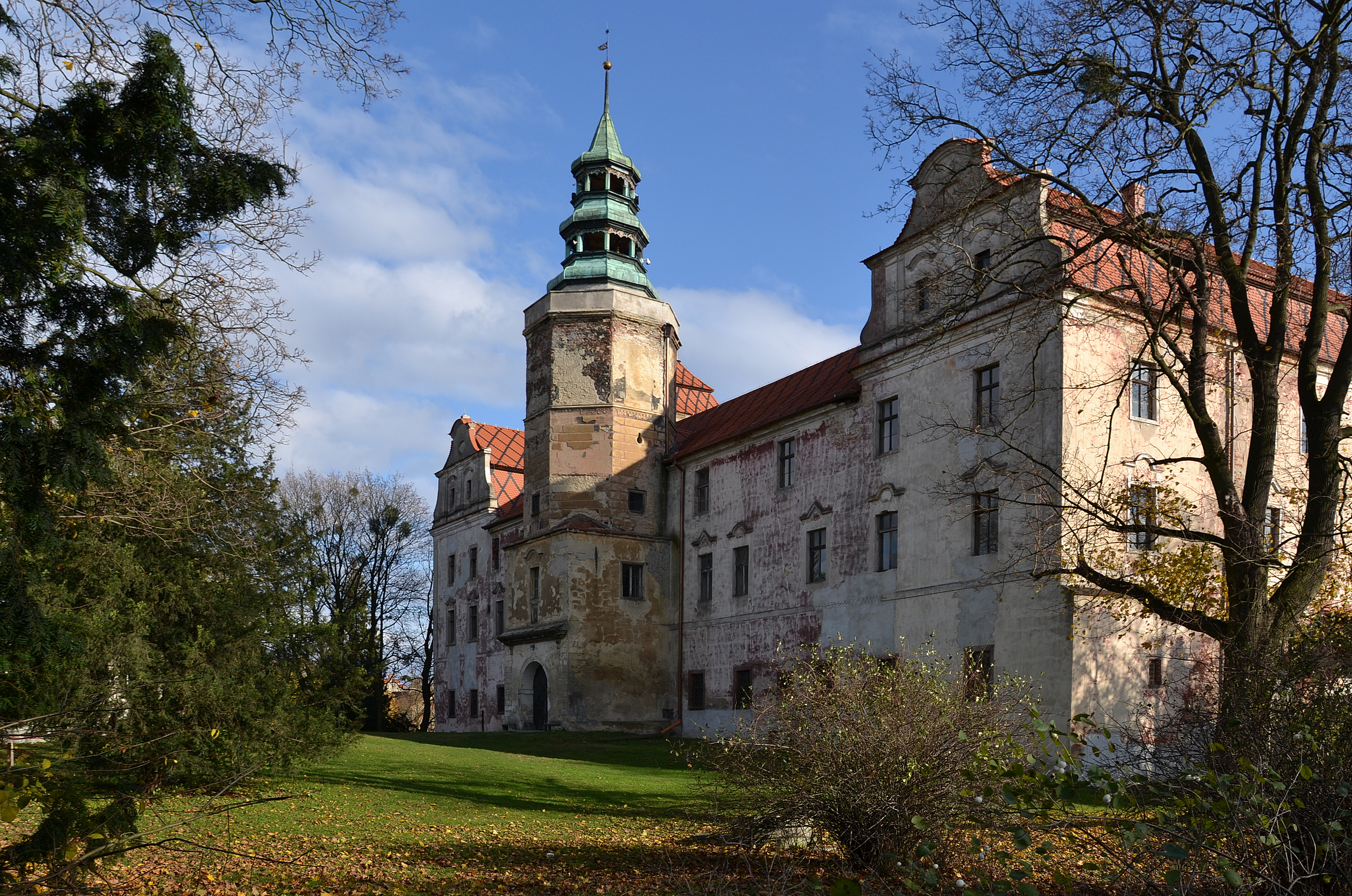
Schloss Falkenberg (2017)

Das Schloss Falkenberg (poln. Zamek Niemodlin) ist eine Schlossanlage im oberschlesischen Ort Niemodlin (dt. Falkenberg O.S.) im Powiat Opolski (Kreis Oppeln).

## Lage
Das Schloss Falkenberg liegt am östlichen Ortsausgang von Niemodlin direkt an der überörtlichen Straße Droga krajowa 46. Zur Schlossanlage gehören der ehemalige Schlossteich sowie der Schlosspark. 

## Geschichte

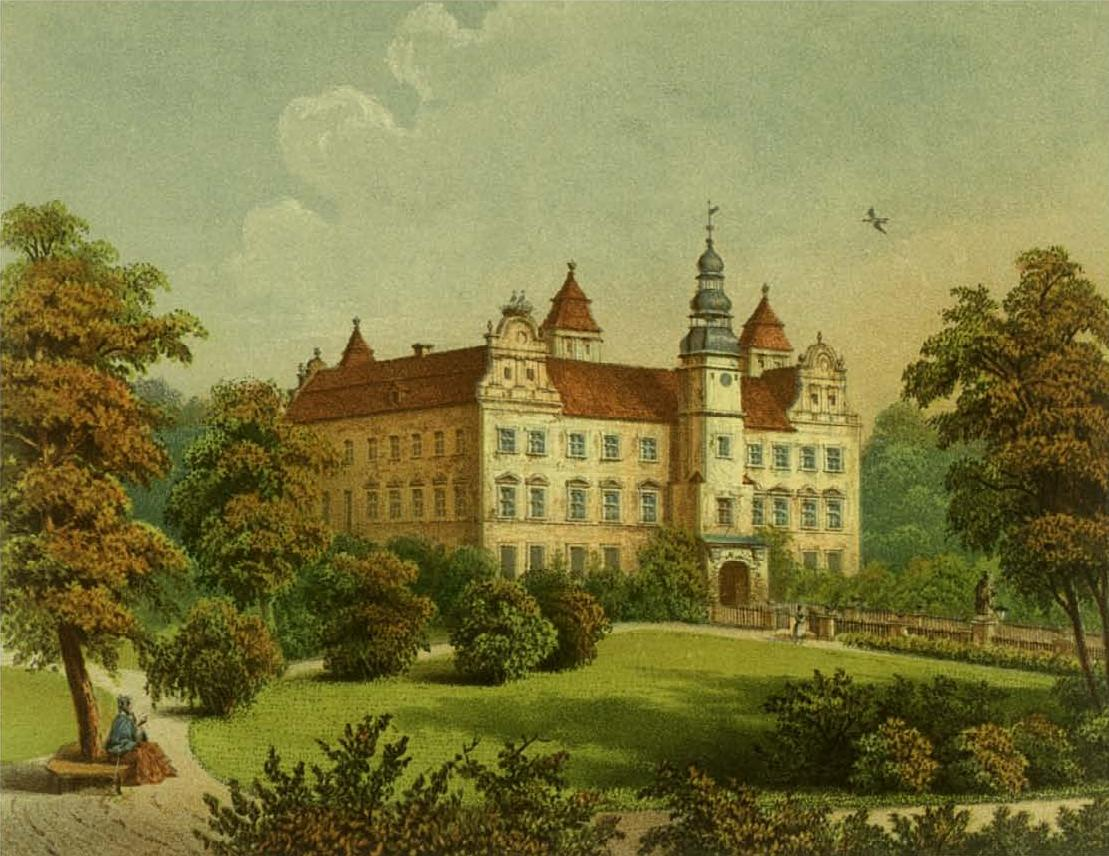
Gemälde aus der Mitte des 19. Jahrhunderts

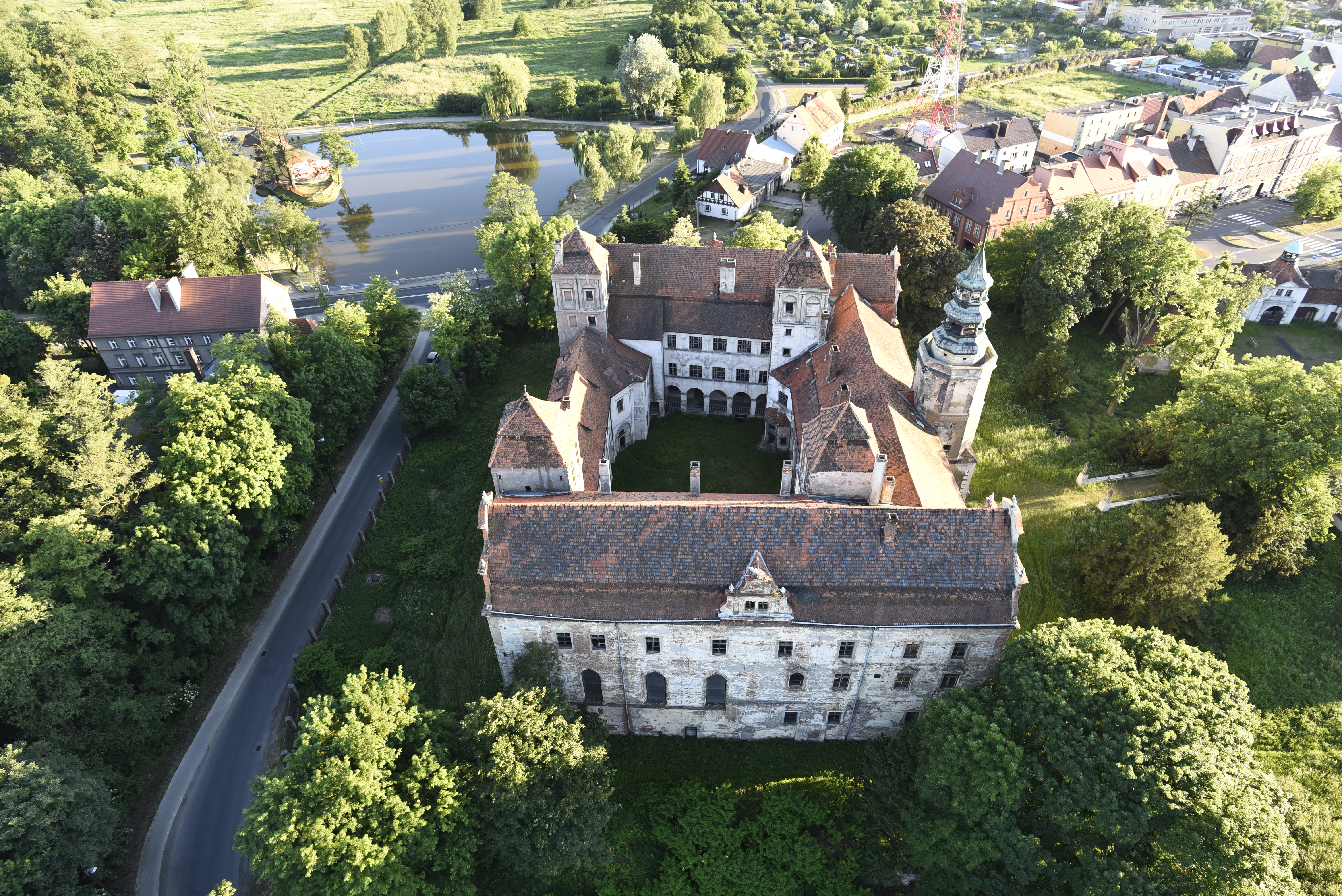
Gesamtanblick

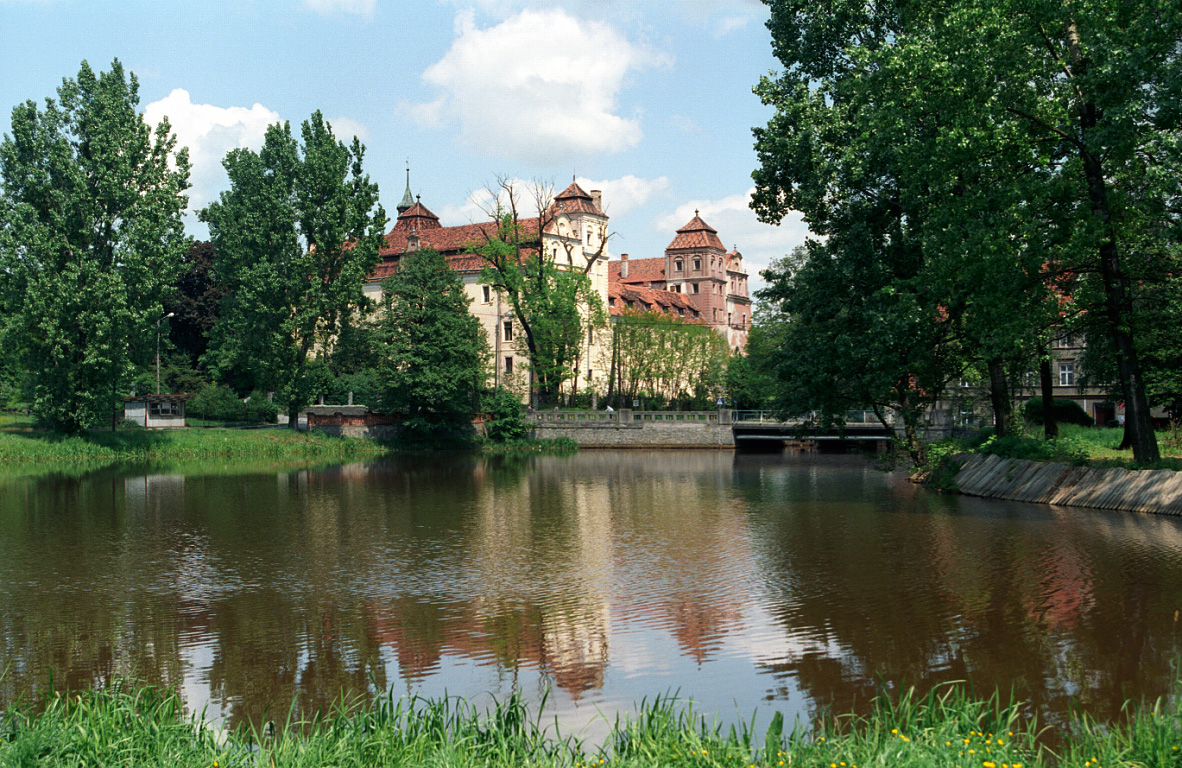
Blick über den Schlossteich hin zum Schloss

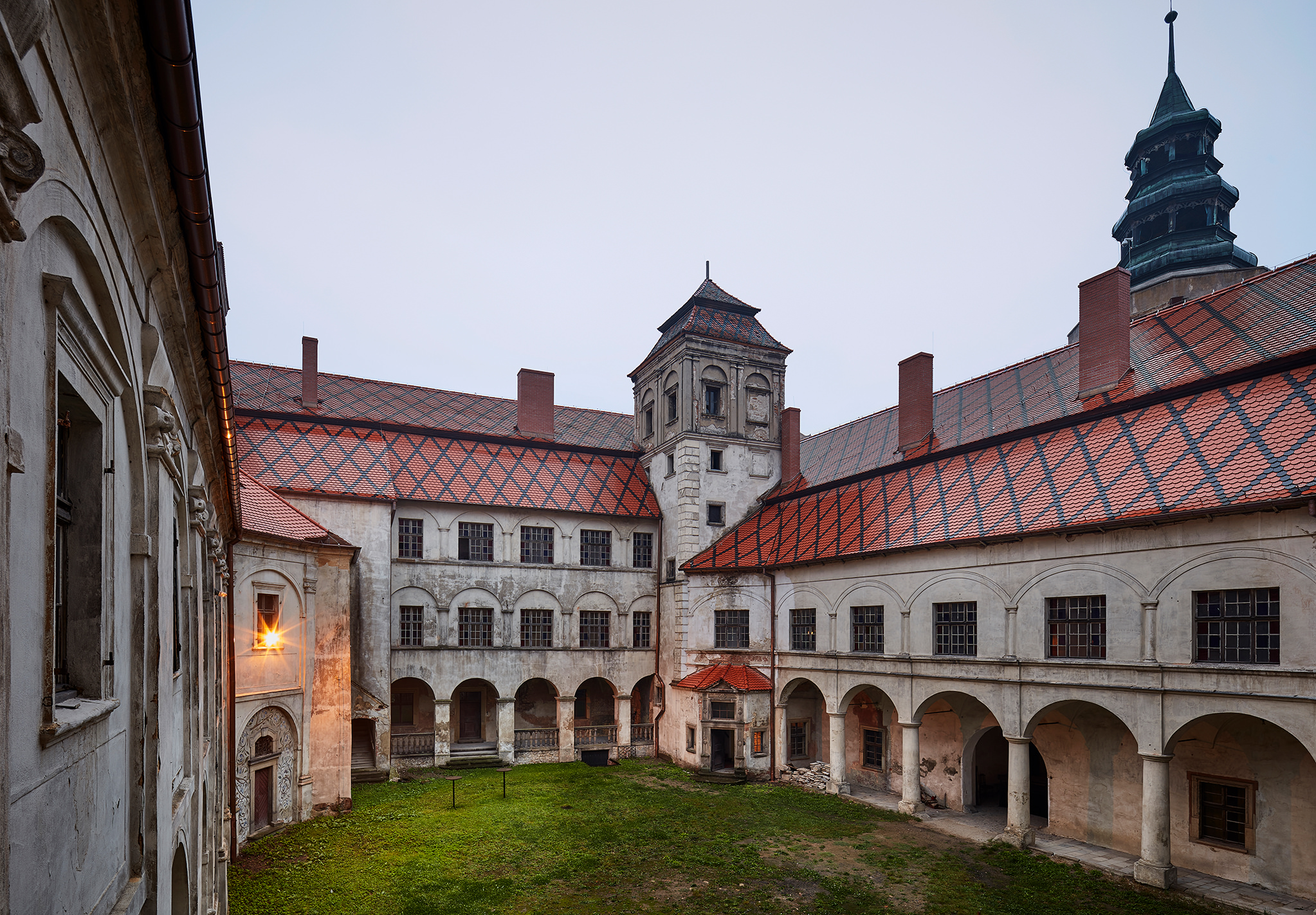
Blick in den Innenhof

Um 1313 ließ Herzog Bolko II.  von Falkenberg anstelle eines hölzernen Kastells aus dem 13. Jahrhundert, eine steinerne Burg erbauen, die später zu einem Schloss umgebaut wurde. Nach dem Tod des Falkenberger Herzogs Bolko II. gelangte es 1460 an das Herzogtum Oppeln, mit dem es bis 1532 verbunden blieb.
In den folgenden Jahrhunderten wurde das Schloss mehrmals zerstört. Im 15. Jahrhundert wurde es unter den Hussiten zerstört, 1552 durch einen Brand und 1643 im Dreißigjährigen Krieg. Im 16. und 17. Jahrhundert wurde die Schlossanlage im Stil der Renaissance umgestaltet. Dabei erhielt das Gebäude seinen noch heute bestehenden rechteckigen Innenhof mit seinen Bogengängen. Im 18. Jahrhundert wurde das Schloss wiederum im Stil des Barocks umgebaut. Im 19. Jahrhunderten wurden die Kreuzgänge teilweise zugemauert sowie die Schlosskapelle erbaut. 
Bis 1945 wechselte das Schloss mehrmals seinen Besitzer, darunter die Familien Hohenzollern, Logau, Pückler und Promnitz. 1833 wurde auf Schloss Falkenberg der Reichstagsabgeordnete Friedrich von Praschma, 1867 der Reichstagsabgeordnete Hans Praschma von Bilkau und 1887 die Grafikerin Elisabeth von Sydow geboren. Letzter Besitzer des Schlosses war Graf Friedrich Leopold von Praschma. 
Nach dem Zweiten Weltkrieg wurden im Schloss mehrere öffentliche Einrichtungen untergebracht, darunter eine Oberschule, eine Unteroffiziersschule und das staatliche Repatriierungsamt. Durch fehlende Renovierungsarbeiten verkam das Gebäude allmählich zu einer Ruine und konnte teilweise nicht mehr genutzt werden. 1990 wurde das Schloss von einem privaten Investor aufgekauft. 2006 drehte der polnische Regisseur Jan Jakub Kolski im Schloss den Film Jasminum. 
2015 ging das Schloss in die Hände eines neuen Eigentümer, einer Firma aus Łódź. Im Zuge von Revitalisierungsarbeiten wurde im April 2017 im Schloss eine Nachahmung des berühmten Bernsteinzimmer untergebracht. Im September 2017 wurde die Schlossanlage zum beliebtesten Schloss Polens gewählt. Derzeit wird das Schloss umfassend saniert.